# Journal (localité)
Pour les articles homonymes, voir Journal (homonymie).
Journal (en wallon Djoûrnal) est un village de la commune belge de Tenneville située en Région wallonne dans la province de Luxembourg.
Avant la fusion des communes de 1977 c'était un important hameau de Champlon.

## Histoire
La découverte de sépultures gallo-romaines dans la vallée du Bronze semble faire remonter l'occupation des lieux à l'Antiquité.
L’origine du village est toutefois une seigneurie foncière ayant appartenu au cours du XVIe siècle à la famille de Ronchy qui relevait de la cour féodale de La Roche. Un seigneur de cette famille céda Journal à Louis de Samré. De 1597 à 1706, la seigneurie passe successivement aux mains des familles de Herlenval et de Grandchamps pour enfin échoir au baron de Selys-Fanson qui la conservera jusqu’au milieu du XIXe siècle.

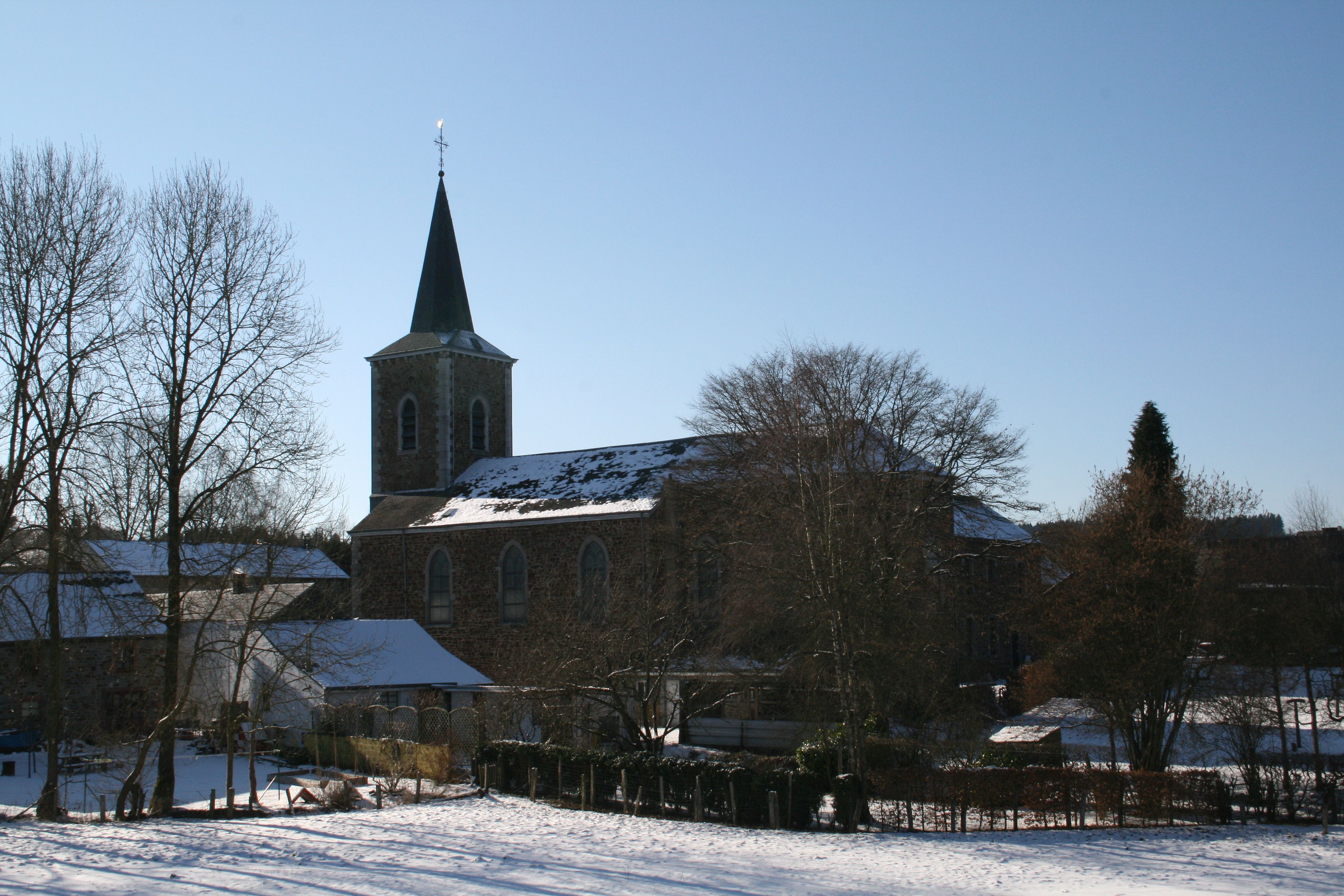
L’église Saint-Joseph (1864).